# Safe Drinking Water Act
Il Safe Drinking Water Act (SDWA) è la principale legge federale negli Stati Uniti concentrata nel garantire acqua potabile sicura per il pubblico. Ai sensi dell'atto, l'Agenzia per la protezione dell'ambiente (EPA) è tenuta a stabilire gli standard per la qualità dell'acqua potabile e supervisionare tutti gli stati, le località e i fornitori di acqua che implementano gli standard.
Il SDWA si applica a tutti i sistemi idrici pubblici (PWS) negli Stati Uniti. Ci sono attualmente oltre 151.000 sistemi idrici pubblici che forniscono acqua a quasi tutti gli americani durante la loro vita.  La legge non copre i pozzi privati.
L'SDWA non si applica all'acqua in bottiglia. L'acqua in bottiglia è regolata dalla Food and Drug Administration (FDA), ai sensi del Federal Food, Drug and Cosmetic Act.

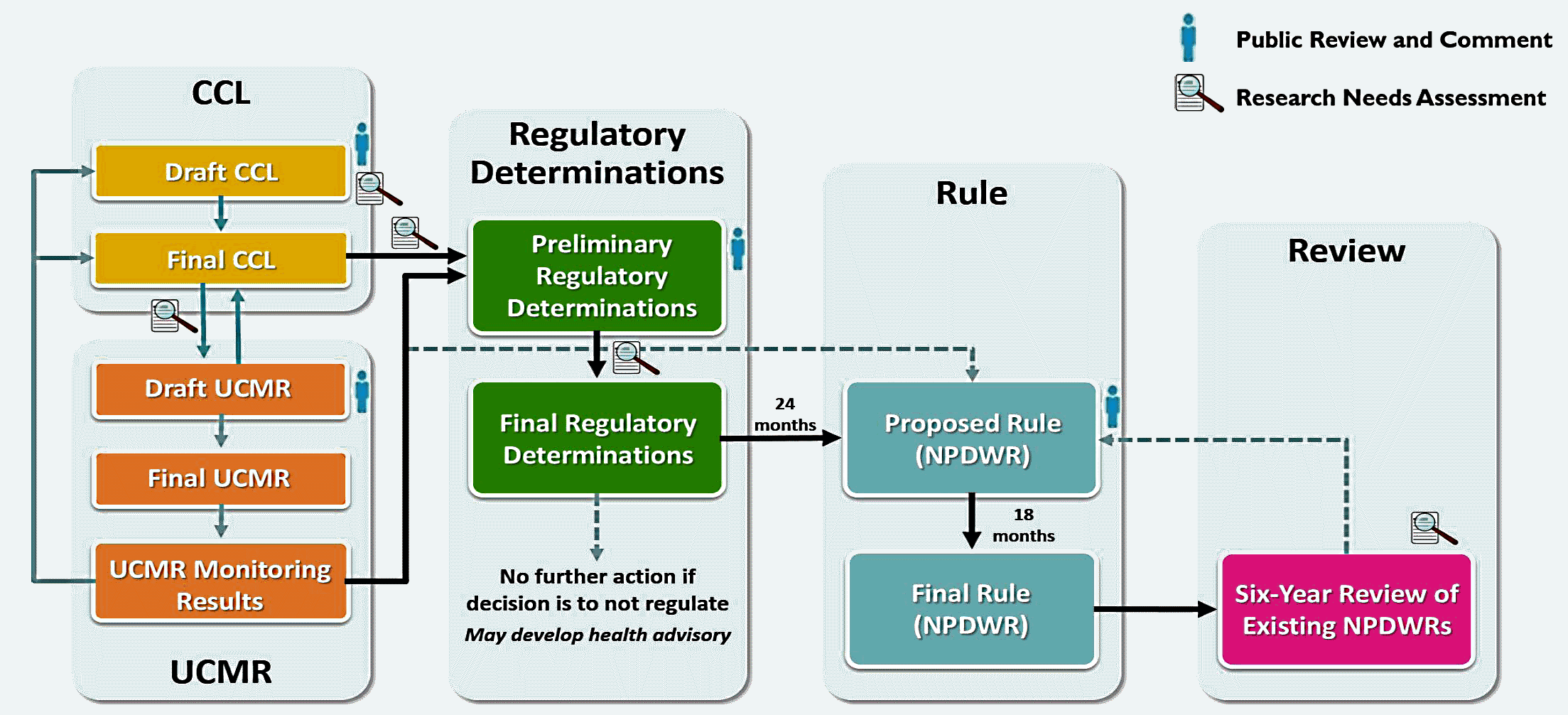
Grafico dei processi di Analisi e Regolamentazione del SDWA